# Atlético Balboa
El Club Social Deportivo Atlético Balboa es un club de fútbol salvadoreño. Fue fundado en el año 1950 y su sede es la ciudad de La Unión, situada en oriente del país. Actualmente pertenece a la Segunda División de Fútbol profesional, después de adquirir la franquicia que pertenecía al Club Aspirante de Jucuapa.

## Historia
El club de fútbol Atlético Balboa fue fundado en el año 1950. Alcanzó el ascenso a la Primera División el 2000, y logró el subcampeonato nacional del Apertura 2004, pero en el Clausura 2006 el equipo fue relegado a la Segunda División. Dos años bastaron para que el Balboa se recompusiera y emprendiera el regreso a la categoría máxima. Así fue como en 2008 volvió a la primera división.
Para la temporada 2010/11, fue descendido a la Liga de Ascenso debido al incumplimiento del pago de una fianza requerida por la Federación Salvadoreña de Fútbol. La falta provocó que no se le programase los juegos desde el 15 de abril de 2011, y, por la inasistencia a dos juegos consecutivos, ocasionó  su descenso directo.
Sin embargo, el equipo retornó al fútbol profesional salvadoreño tras cumplir con la mayoría de los compromisos económicos. La Federación Salvadoreña de Fútbol autorizó su inscripción en la Tercera División en el Torneo Apertura 2012.

## Palmarés
| Competición nacional                  | Títulos              | Subcampeonatos                                    |
| ------------------------------------- | -------------------- | ------------------------------------------------- |
| Primera División de El Salvador (0/1) |                      | Ap. 2004                                          |
| Copa Presidente (1)                   | 2005                 |                                                   |
|                                       |                      |                                                   |
| Segunda División de El Salvador (2/5) | Cl. 1999 y Ap. 2007. | 1995-96, Cl. 2000, Cl. 2007 , Cl. 2008 y CL. 2023 |